# Neptis conspicua
Neptis conspicua är en fjärilsart som beskrevs av Sheffield Airey Neave 1904. Neptis conspicua ingår i släktet Neptis och familjen praktfjärilar. Inga underarter finns listade i Catalogue of Life.